# Yakama
Gli Yakama (noti anche come Yakima) sono Nativi americani che appartengono alla famiglia linguistica sahaptin.

## Storia
Abitavano dei territori ampi lungo i fiumi Yakima e Columbia nella zona orientale dello stato di Washington, mentre attualmente vivono con altri gruppi (Walla Walla, Umatilla) nelle riserve indiane di questo stato, accanto alla città di Yakima.
Il gruppo Walla Walla, appartenente alla stessa famiglia linguistica, viveva lungo il basso corso del fiume Yakima e Columbia, vicino alla confluenza con il fiume Snake. Gli Yakima si attribuiscono il nome di Waptailmim (gente dei canali) da quello del loro villaggio primario, che era situato lungo i canali del Yakima.
Nel 1855, stipularono insieme ad altri gruppi un trattato con il governo federale, al quale cedettero la maggior parte dei propri territori accettando di ritirarsi nella riserva. Dapprima pescatori di salmoni e cacciatori, ora i circa 8000 yakima rimasti sono in maggior parte contadini e allevatori.